# Gangs of Wasseypur
Pour plus de détails, voir Fiche technique et Distribution.
Gangs of Wasseypur ou Gangs of वासेपुर (hindi : गैंग्स ऑफ वासेपुर) est un film de Bollywood écrit, produit et réalisé par Anurag Kashyap, sorti en 2012. En Inde, il a été distribué en deux parties (Gangs of Wasseypur I et Gangs of Wasseypur II),.
Situé dans le milieu des mafias des mines de charbon, c'est un drame familial sur fond de vengeance dont les rôles principaux sont tenus par Manoj Bajpai, Nawazuddin Siddiqui et Piyush Mishra,.. Il a été sélectionné pour la Quinzaine des réalisateurs du festival de Cannes 2012 et au Festival du film de Sydney 2012.

## Synopsis
Gangs of Wasseypur se déroule dans une petite ville minière du Jharkhand et raconte la rivalité meurtrière qui oppose des familles tout au long de trois générations, depuis les années 1940 jusqu'à nos jours. Le film prend parfois une tournure comique lorsque les mafieux se prennent pour des stars de Bollywood dont ils imitent l'allure et prononcent les répliques célèbres.

## Fiche technique
Sauf indication contraire, les informations mentionnées dans cette section peuvent être confirmées par la base de données cinématographiques IMDb,  présente dans la section « Liens externes ».
- Titre français : Gangs of Wasseypur (stylisé en Gangs of वासेपुर sur certaines affiches)
- Titre original en hindi : गैंग्स ऑफ वासेपुर
- Réalisateur : Anurag Kashyap
- Scénario : Anurag Kashyap, Akhilesh Jaiswal, Sachin K. Ladia, Syed Zeeshan Qadri
- Direction artistique : Saikat Bose
- Décors : Wasiq Khan
- Costumes : Subodh Srivastava
- Son : Kunal Sharma
- Photographie : Rajeev Ravi
- Musique : Sneha Khanwalkar
- Production : Anurag Kashyap, Sunil Bohra
- Sociétés de production : Jar Pictures, AKFPL,Bohra Bros Productions, Tipping Point Films, Viacom18 Motion Pictures
- Sociétés de distribution : Happiness Distribution (France), Polyband (2013) (Allemagne), Cinelicious Pics (États-Unis), Mara Pictures (Royaume-Uni)
- Budget de production : 3 100 000 $
- Langue : Hindi
- Pays d'origine :  Inde
- Format : Couleurs - 2.35 : 1 - 35 mm Son DTS Dolby Digital SDDS
- Genre : Action, comédie dramatique, thriller et film de gangsters
- Durée : 319 minutes (5 h 20)
- Dates de sorties :
  - Inde : 22 juin 2012 (sortie nationale 1re partie)
    - 8 août 2012 (sortie nationale 2e partie)

  - France : 22 mai 2012 (Festival de Cannes)
    - 25 juillet 2012 (sortie nationale, 1re partie)
    - 26 décembre 2012 (sortie nationale, 2e partie)

  - États-Unis : 14 octobre 2014
  - Royaume-Uni : 22 février 2013 (sortie nationale 1re partie)
    - 1er mars 2013 (sortie nationale 1re partie)

## Distribution
- Manoj Bajpai : Sardar Khan
- Nawazuddin Siddiqui : Faizal Khan
- Huma Qureshi : Mohsina
- Satya Anand : J.P Singh
- Piyush Mishra : Nasir Ahmed
- Jameel Khan : Asghar Khan
- Jaideep Ahlawat : Shahid Khan
- Richa Chadda : Nagma Khatoon
- Reema Sen : Durga
- Tigmanshu Dhulia : Ramadhir Singh
- Pankaj Tripathi : Sultan Qureshi
- Vipin Sharma (en) : Ehsaan Qureshi
- Vineet Kumar Singh : Danish Khan
- Anurita Jha : Shama Parveen
- Hazarat Ali : Definite Khan
- Aditya Kumar : Perpendicular Khan
- Syed Khan : Iqbal Khan
- Jaikumar Solanki Jatin

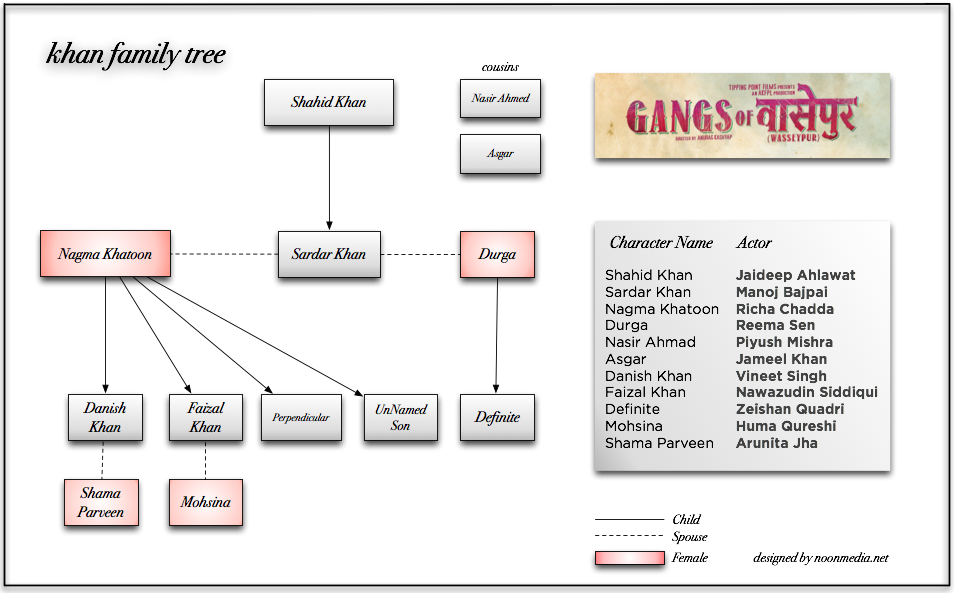
Arbre généalogique de la famille Khan.

- Sanjay Varma : Inspecteur Udayveer Singh

## Distinctions

### Nominations
- Festival de Cannes 2012 : sélection « Quinzaine des réalisateurs »
- Festival du film de Sydney 2012 : sélection
- Festival du film de Sundance 2013 : sélection hors compétition « Spotlight »